# Neodiaptomus yangtsekiangensis
Neodiaptomus yangtsekiangensis is een eenoogkreeftjessoort uit de familie van de Diaptomidae. De wetenschappelijke naam van de soort is voor het eerst geldig gepubliceerd in 1951 door Mashiko.